# 세계는 지금 (라디오 프로그램)
세계는 지금은 MBC 표준FM(수도권 FM 95.9MHz, AM 900kHz)에서 1991년 10월 1일부터 1998년 10월 11일까지 평일 밤 8시 10분, 주말에는 밤 8시 5분부터 8시 55분까지 방송한 국제 시사 라디오 프로그램이다.

## 진행자
- 서경주